# Liu Hsiu-mei
Liu Hsiu-mei (* 28. November 1972) ist eine ehemalige taiwanische Fußballschiedsrichterassistentin und vorherige Fußballspielerin.

## Karriere
Liu spielte im November 1991 für National Sport in ihrer taiwanischen Heimat. Die Mittelfeldspielerin stand bei der Weltmeisterschaft 1991 im Kader der Nationalmannschaft, die das Viertelfinale erreichte, und kam auf drei Einsätze gegen Deutschland (0:3), Nigeria (2:0) und die Vereinigten Staaten (0:7).